# Marc Angel
Marc Angel (ur. 12 marca 1963 w Luksemburgu) – luksemburski polityk i nauczyciel, działacz Luksemburskiej Socjalistycznej Partii Robotniczej, deputowany krajowy, poseł do Parlamentu Europejskiego IX i X kadencji.

## Życiorys
Absolwent szkoły średniej Athénée de Luxembourg, ukończył następnie filologię na Uniwersytecie Wiedeńskim, specjalizując się w zakresie języka niemieckiego, angielskiego i francuskiego. Odbył również studia z zakresu turystyki na Uniwersytecie Technicznym w Wiedniu. Pracował jako nauczyciel w liceach technicznych.
W 1984 został członkiem partii socjalistycznej LSAP. W 1993 wybrany na radnego luksemburskiej stolicy. W 2004 uzyskał mandat posła do Izby Deputowanych, z powodzeniem ubiegał się o reelekcję w wyborach w 2009, 2013 i 2018.
W grudniu 2019 objął wakujący mandat posła do Parlamentu Europejskiego IX kadencji. W styczniu 2023 powołany na funkcję wiceprzewodniczącego PE. W 2024 został wybrany na europosła X kadencji.